# 江苏联合职业技术学院
江苏联合职业技术学院是位于江苏省南京市的一所公办高等职业学校，本身只作为管理机构，下设若干高等职业技术学校作为分院或办学点，分院与办学点本身拥有独立法人地位，原行政归属不变，但招生教学接受统筹。
学院本身仅设置办公室、教学科研处、学生管理处等统筹机构，并负责统筹管理招生、学籍、毕业、教师、教育资源等工作。截止2023年1月，学院在全省13个市下属53个分院（高等学校）、36个办学点（中等学校）和4所高等师范院校，总在校高职学生数近20万人。
江苏省所有拥有五年一贯制专业的学校都是该校的分院或者办学点。

## 主要职能
江蘇聯合職業技術學院的主要職能是：協調和幫助高等職業技術學校制定發展規劃；統籌協調高等職業技術學校五年制高职學生的年度招生計畫；組織高等職業技術學校開展教育教學交流、合作與研究；協調高等職業技術學校的專業建設及校際之間的教學資源分享等事項；負責高等職業技術學校中五年制高职學生的學籍管理，頒發畢業證書等。

## 分院
分院为具有专科层次的高等职业教育学校、技工学校。

### 江苏省南京工程高等职业学校
为江苏联合职业技术学院南京工程分院，位于南京市钟山风景区，毗邻仙林大学城。学校始建于1956年，设有地质工程系、建筑工程系、电子工程系、信息工程系、商务管理系，特色专业为地质、测绘。

### 南京高等职业技术学校

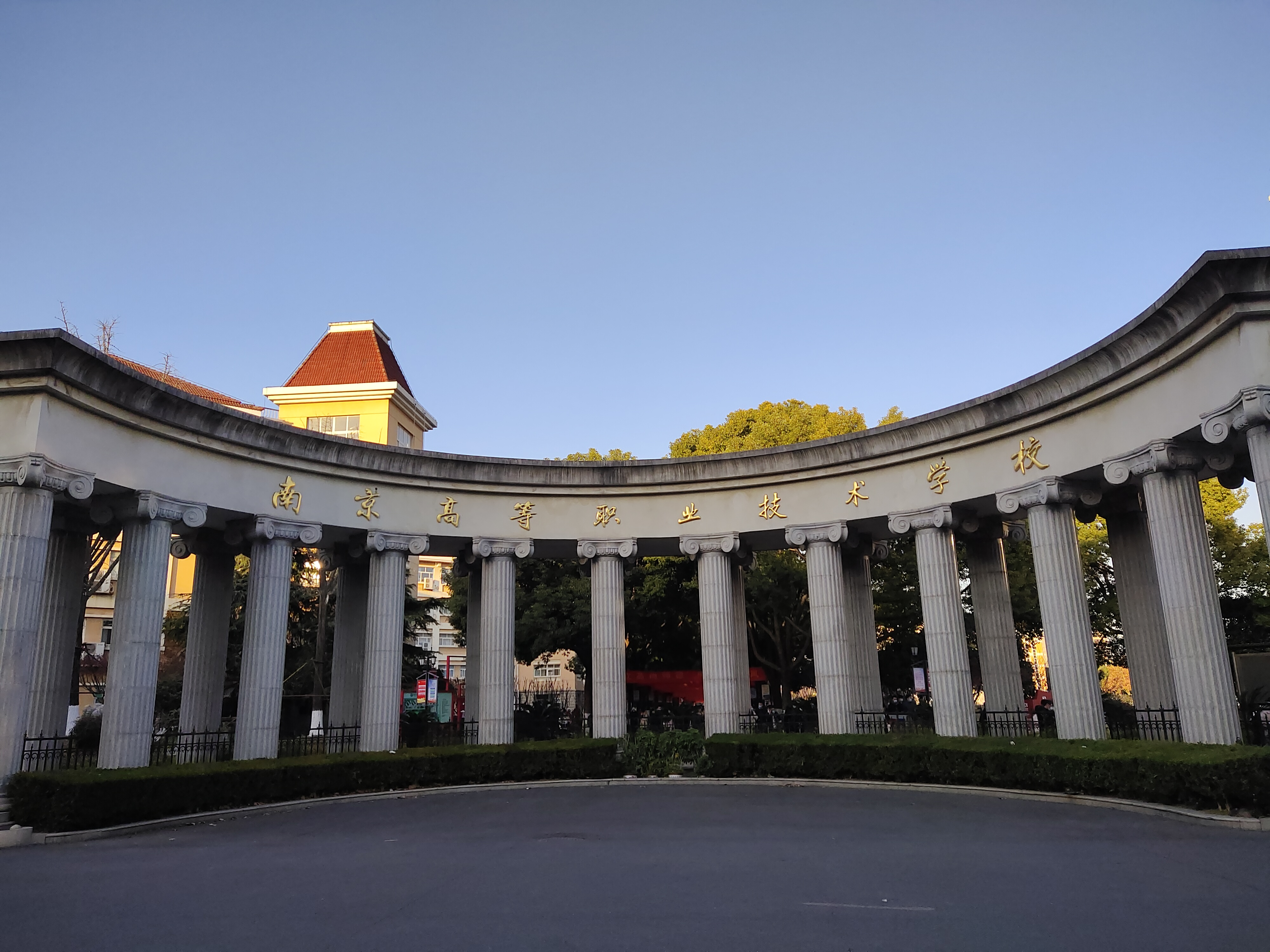
南京高等职业技术学校

江苏联合职业技术学院南京分院，位于南京市河西新城区。可追溯至1924年南京市私立钟南中学，2005年2月，由南京职业教育中心升格建立。设有土木工程、电子工程、环境工程、建筑装饰、机电、计算机科学、经济管理等系。

### 南京金陵高等职业技术学校
江苏联合职业技术学院金陵分院，位于南京市秦淮区，毗邻钟山风景区和南京理工大学，拥有光华路校区，双桥门校区，夫子庙校区。设有汽车技术、信息技术、现代商贸、旅游营养、形象设计五个系部。

### 南京商业学校
江苏联合职业技术学院南京商贸分院，位于南京市鼓楼区，毗邻清凉山风景区，最早可追溯至南京市第三十三中学，经过多次合并，现拥有嫩江路北校区，凤凰西街南校区，钟阜路校区，建宁校区，幕府校区。设有信息工程系、财经系、旅游管理系、国际贸易系四个系部，国际教育学院、继续教育学院两个学院。

### 南京卫生高等职业技术学校
江苏联合职业技术学院南京卫生分院，位于南京市江宁区。

### 南京江宁高等职业技术学校
江苏联合职业技术学院南京江宁分院，位于南京市江宁区。

### 南京财经高等职业技术学校
江苏联合职业技术学院南京财经分院，位于南京市江宁区。

### 南京市玄武中等专业学校
江苏联合职业技术学院南京玄武分院，位于南京市玄武区。

### 江苏省无锡交通高等职业学校
江苏联合职业技术学院无锡交通分院，位于无锡市市区。创建于1958年，隶属江苏省交通运输厅。拥有本部、锡澄校区、胡埭校区，设有传播工程系、机械工程系、电气与信息工程系、汽车与交通工程系、基础教育部、继续教育部。

### 无锡机电高等职业技术学校
江苏联合职业技术学院无锡机电分院，亦为江苏省无锡职业教育中心校，位于无锡市新区。学校隶属无锡市人民政府。1995年，江苏省无锡电子职业中学和江苏省无锡机电职业高级中学合并为江苏省无锡职业教育中心校，2004年增挂无锡机电高等职业技术学校牌子。

### 无锡卫生高等职业技术学校
江苏联合职业技术学院无锡卫生分院，原无锡卫生学校，位于无锡市新区。可追溯至1939年无锡普仁护校，1953年左右改为无锡护士学校，1957年前后改为无锡卫生学校，1959年后增挂无锡医专，1951年-1957年挂无锡助产学校。现设有全日制护理、药学、生物制药技术、药物分析技术等专业。

### 无锡旅游商贸高等职业技术学校
江苏联合职业技术学院无锡旅游商贸分院，位于无锡市市区。学校校训为“求学求职求成功，做人做事做强者”。学校设有旅游管理、烹饪工艺与营养、财务信息管理、国际商务、商务英语、电子商务、计算机网络技术、建筑工程技术、房地产经营与估价等专业。

### 江苏省徐州财经高等职业技术学校
江苏联合职业技术学院徐州财经分院，位于徐州市城南风景区。学校建于1964年，隶属江苏省财政厅，学院设置财经系、信息技术系、商贸系。

### 江苏省徐州医药高等职业学校
江苏联合职业技术学院徐州医药分院，位于徐州市铜山新区。学校隶属江苏省食品药品监督管理局，主要开设制药等类专业。

### 江苏省徐州机电工程高等职业学校
江苏联合职业技术学院徐州机电工程分院，位于徐州市，拥有贾汪校区和云龙校区。1978年9月，建立徐州煤矿技工学校，隶属于煤炭工业部，后转为省属，2003年，升格为江苏省徐州机电工程高等职业学校。主要开设数控技术系、电气工程系、机械工程系、采矿工程系、信息工程系、汽车工程系。

### 徐州经贸高等职业学校
江苏联合职业技术学院徐州经贸分院，位于徐州市经济开发区。前身为1964年创建的徐州地区供销学校，曾因文革停办，1983年更名徐州市供销学校，1995年更名江苏省徐州供销学校，2001年更名江苏省徐州经贸学校，2003年升格徐州经贸高等职业学校。设有商贸系、管理系、信息技术系、机电工程系、工艺美术系等。

### 徐州生物工程职业技术学院
原徐州生物工程高等职业学校，江苏联合职业技术学院徐州生物工程分院，位于徐州市市区。1956年，建立江苏省徐州农业学校，1958年，改名徐州农业专科学校，1975年改为徐州地区五·七农业大学，1979年，恢复江苏省徐州农业学校，2002年，更名江苏省徐州生物工程学校，2003年，更名徐州生物工程高等职业学校，成为江苏联合职业技术学院分院。

### 江苏省常州建设高等职业技术学校
江苏联合职业技术学院常州建设分院，位于常州市市区。1986年，建立江苏省城镇建设学校（中专），后升格为江苏省常州建设高等职业技术学校，隶属江苏省住房与城乡建设厅。设有建筑规划系、土木工程系、管理工程系、环境工程系、电子工程系。

### 常州铁道高等职业技术学校
江苏联合职业技术学院常州铁道分院，位于常州市戚墅堰区。学校由1958年创建的常州铁路机械学校升格。隶属中国南方机车车辆工业集团公司。设有机械工程系、电气工程系、材料工程系、信息工程系等，主要研究焊接、电机、数控等领域。

### 常州刘国钧高等职业技术学校
江苏联合职业技术学院常州刘国钧分院，原常州市刘国钧职业教育中心，位于常州市市区。创建于1989年，开设机电、电气、数控、模具、汽车等专业。

### 常州卫生高等职业技术学校
江苏联合职业技术学院常州卫生分院，原常州卫生学校，位于常州市市区。学校可追溯至1919年建立的常州真儒私立高级护士学校，2007年升格为常州卫生高等职业技术学校。1995年，39年毕业生孙静霞和49年毕业生邹瑞芳获国际南丁格尔奖。

### 常州旅游商贸高等职业技术学校
江苏联合职业技术学院常州旅游商贸分院，位于常州市新北区。学校拥有旅游、外语、经济、电子等类专业。

### 常州艺术高等职业学校
江苏联合职业技术学院常州艺术分院，位于常州市市区。1970年，建立常州市革命文艺学校，1993年，更名常州市戏剧学校，1995年，更名常州文化艺术学校，2008年，升格为常州艺术高等职业学校。

### 苏州旅游与财经高等职业技术学校
江苏联合职业技术学院苏州旅游与财经分院，位于苏州市吴中区。校训为“德高 业精 志远 人杰”。设置旅游、财经、商贸、园林等专业。

### 苏州建设交通高等职业技术学校
江苏联合职业技术学院苏州建设交通分院，位于苏州市国际教育园。2004年，由苏州建筑职工大学、苏州市建筑职工中专、苏州市城建中专、苏州市建材中专、苏州市交通技工学校合并。

### 苏州高等职业技术学校
江苏联合职业技术学院苏州分院，原江苏省苏州职教中心校，位于苏州市新区。学校拥有新区本部和苏高工校区，主要开设信息、机电、服装、商务等专业。

### 江苏省南通商贸高等职业学校
江苏联合职业技术学院南通商贸分院，位于南通市。1956年6月，建立南通区、市贸易干部训练班。9月，更名江苏省南通区、市商业职工学校。1960年，与财贸干校实质性合并。1964年11月，筹建南通市半工半读商业学校。1965年4月，筹建完毕。1965年7月，更名南通市商业学校。1965年9月，与财贸干校分离，恢复为南通市半工半读商业学校。1968年7月，成立南通市商业学校革命委员会，不久后停办。1972年12月，恢复南通市商业学校。1978年8月，更名江苏省南通供销学校。1992年，并入江苏省供销合作干部学校。2003年4月，收购南通市辉煌实验学校。2003年11月，更名江苏省南通商贸高等职业学校。

### 江苏省连云港财经高等职业技术学校
江苏联合职业技术学院连云港财经分院，原江苏省连云港财经学校，位于连云港市新浦区。学校创办于1964年，直属江苏省财政厅。

### 连云港中医药高等职业技术学校
江苏联合职业技术学院连云港中医药分院，位于连云港市新浦区。1958年建立连云港市卫生学校，1988年更名江苏省连云港中药学校，2004年升格为连云港中医药高等职业技术学校。

### 江苏省连云港工贸高等职业技术学校
江苏联合职业技术学院连云港工贸分院，位于连云港市新浦区。1986年建立江苏省粮食技工学校，2005年升格，直属江苏省粮食局。

### 淮安生物工程高等职业学校
江苏联合职业技术学院淮安生物工程分院，原江苏省淮阴农业学校，位于淮安市，拥有百年历史。1908年建立江北农工学堂，1909年更名江北农林学堂，1912年更名江苏省立第三农业学校，1927年更名第四中山大学淮阴农业学校、江苏大学淮阴农业学校，1928年更名中央大学区立淮阴农业学校，1929年更名江苏省立淮阴农业学校，1951年为苏北淮阴农业技术学校，1956年更名江苏省淮阴农业学校，1958年更名江苏省淮阴农业专科学校，1962年恢复江苏省淮阴农业学校，1975年建立淮阴地区五·七农业大学，1979年恢复江苏省淮阴农业学校，2003年升格为淮安生物工程高等职业学校。

### 淮阴卫生高等职业技术学校
江苏联合职业技术学院淮阴卫生分院，位于淮安市。可追溯至1915年淮阴仁慈医院护士学校，1958年创办淮阴医学专科学校和淮阴市卫校,1962年改为江苏省淮阴卫生学校，2007年更名淮阴卫生高等职业技术学校。校训为“厚德、博爱、精业、笃行”。

### 盐城生物工程高等职业技术学校
江苏联合职业技术学院盐城生物工程分院，位于盐城市。学校创建于1952年，主要开设园林、农业、生物化学、机电等专业。

### 盐城机电高等职业技术学校
江苏联合职业技术学院盐城机电分院，位于盐城市高等职业教育园区（盐都新区）。学校创建于1958年，盐城市政府直属。

### 江苏省司法警官高等职业学校
江苏联合职业技术学院司法警官分院，位于镇江市市区。1985年，创办于南京，1987年迁至镇江，名称为江苏省劳改工作专业学校，1986年更名江苏省劳改工作警官学校，1997年更名江苏省司法警官学校，2004年升格江苏省司法警官高等职业学校。设有刑事执行、法律事务、安全防范、司法信息等方面专业。

### 镇江机电高等职业技术学校
江苏联合职业技术学院镇江机电分院，位于镇江市市区。成立于1996年，校训为“力行”，开设机电、旅游、电子、信息、财经、汽修等类专业。

### 江苏省扬州商务高等职业学校
江苏联合职业技术学院扬州商务分院，位于扬州市市区。前身为1959年建立的江苏省扬州商业学校。现隶属江苏省教育厅，校训“天道酬勤”。

### 扬州高等职业技术学校
江苏联合职业技术学院扬州分院，位于扬州市，2010年建设完毕。校训为“厚德、尚能、笃行、至善”，学生以五年制高职为主。

### 泰州机电高等职业技术学校
江苏联合职业技术学院泰州机电分院，位于泰州市市区。学校开设机电、数控、模具、计算机网络等专业，五年一贯制高职学生1500人。

### 宿迁经贸高等职业技术学校
江苏联合职业技术学院宿迁经贸分院，位于宿迁市市区。学校开设电子、数控、艺术、计算机类专业。

### 江苏省南京技师学院
江苏联合职业技术学院南京技师分院，位于南京市仙林大学城。

### 江苏省徐州技师学院
江苏联合职业技术学院徐州技师分院，位于徐州市市区。1956年建立徐州市高级技工学校，2005年10月，徐州市高级技工学校与徐州市建筑技校、商业技校和徐州铁路运输技校合并，合并组建徐州技师学院。2007年9月，命名为江苏省徐州技师学院。2008年1月，挂牌江苏联合职业技术学院徐州技师分院。主要有多媒体、数控、机电等类专业。

### 江苏省常州技师学院
江苏联合职业技术学院常州技师分院，位于常州市市区。创办于1960年代，文革期间停办，1978年9月复办常州市技工学校，1994年升格为常州高级技工学校，2000年增挂常州技师学院牌子,2007年3月更名江苏省常州技师学院，2008年1月增挂江苏联合职业技术学院常州技师分院牌子。2009年，与常州市轻工技工学校、常州市电子技工学校、江苏省常州医药技工学校、常柴股份有限公司技工学校资源整合。

### 江苏省淮安技师学院
江苏联合职业技术学院淮安技师分院，位于淮安市。学院开设电子、机电、化工等类专业。

### 江苏省盐城技师学院
江苏联合职业技术学院盐城技师分院，位于盐城市。学院开设计算机网络、机电、制药等类专业。

### 江苏省扬州技师学院
江苏联合职业技术学院扬州技师分院，位于扬州市。1959年创建。主要开设机电、数控、计算机、道路桥梁等专业。

## 办学点
办学点一般为中等职业学校，即职业高中。

### 江苏省戏剧学校
江苏联合职业技术学院江苏省戏剧学校办学点，位于南京市。

### 江苏传媒学校
江苏联合职业技术学院传媒学校办学点，原江苏广播电视学校，隶属江苏省广播电视总台（集团），位于南京市。

### 江苏省新闻出版学校
江苏联合职业技术学院江苏省新闻出版学校办学点，位于南京市。

### 南京中华职业教育中心
江苏联合职业技术学院南京中华中等专业学校办学点，亦为南京中华中等专业学校，位于南京市。

### 南京市莫愁中等专业学校
江苏联合职业技术学院南京市莫愁中等专业学校办学点，位于南京市建邺区。

### 江苏省江阴职业技术教育中心校
江苏联合职业技术学院江阴中等专业学校办学点，亦为江阴中等专业学校，位于无锡市江阴市。

### 江苏省江阴华姿职业学校
江苏联合职业技术学院江阴华姿职业学校办学点，位于无锡市江阴市。

### 江苏省惠山职业教育中心校
江苏联合职业技术学院惠山中等专业学校办学点，亦为惠山中等专业学校，位于无锡市惠山区。

### 江苏省无锡立信职业教育中心校
江苏联合职业技术学院无锡立信中等专业学校校办学点，亦为无锡立信中等专业学校，位于无锡市。

### 江苏省昆山第一职业高级中学
江苏联合职业技术学院昆山第一中等专业学校办学点，亦为昆山第一中等专业学校，位于苏州市昆山是谁。

### 江苏省张家港职业教育中心校
江苏联合职业技术学院张家港职业教育中心校办学点，位于苏州市张家港市。

### 苏州评弹学校
江苏联合职业技术学院苏州评弹学校办学点，位于苏州市。

### 南通体臣卫生学校
江苏联合职业技术学院南通体臣卫生学校办学点，位于南通市。

### 南通中等专业学校
江苏联合职业技术学院南通中等专业学校办学点，位于南通市。

### 江苏省海门职业教育中心校
江苏联合职业技术学院海门中等专业学校办学点，亦为海门中等专业学校，位于南通市海门市。

### 淮安体育运动学校
江苏联合职业技术学院淮安体育运动学校办学点，位于淮安市。

### 江苏省江都职业教育中心校
江苏联合职业技术学院江都中等专业学校办学点，亦为江都中等专业学校，与江苏广播电视大学江都学院、江都市技工学校共同隶属江都市职业教育集团，位于扬州市江都市。

### 江苏省仪征职业教育中心校
江苏联合职业技术学院仪征工业学校办学点，亦为仪征工业学校，位于扬州市仪征市。

### 江苏省泰兴职业教育中心校
江苏联合职业技术学院泰兴中等专业学校办学点，亦为泰兴中等专业学校、泰州广播电视大学泰兴分校、扬州大学泰兴校区，位于泰州市。

### 江苏省靖江职业教育中心校
江苏联合职业技术学院靖江中等专业学校办学点，亦为靖江中等专业学校，位于泰州市靖江市。

### 江苏省宜兴职业教育中心校
江苏联合职业技术学院宜兴中等专业学校办学点，亦为宜兴中等专业学校，位于无锡市宜兴市。

### 江苏省宜兴丁蜀职业教育中心校
江苏联合职业技术学院宜兴丁蜀中等专业学校办学点，亦为宜兴丁蜀中等专业学校、江苏省宜兴丁蜀职业高级中学，位于无锡市宜兴市。

### 江苏省兴化职业教育中心校
江苏联合职业技术学院兴化中等专业学校办学点，亦为兴化中等专业学校，位于泰州市兴化市。

### 江苏省连云港职教中心校
江苏联合职业技术学院连云港中等专业学校办学点，亦为连云港中等专业学校，位于连云港市。

### 江苏省徐州职教中心校
江苏联合职业技术学院徐州市中等专业学校办学点，亦为徐州市中等专业学校，位于徐州市两山口欣欣路东首。

### 江苏模特艺术学校
江苏联合职业技术学院江苏模特艺术学校办学点，位于徐州市。

### 无锡汽车工程学校
江苏联合职业技术学院无锡汽车工程学校办学点，亦为无锡交通技师学院，位于无锡市。